# Женская сборная Германии по баскетболу
Женская сборная Германии по баскетболу — женская сборная команда Германии, представляющая эту страну на международных баскетбольных соревнованиях. Управляющим органом сборной выступает Германская федерация баскетбола. Лучший результат 3-е место на чемпионате Европы команда заняла в 1997 году.

## История
Женская сборная Германии дебютировала на международной арене в розыгрыше первенства Европы в 1954 год у. Первый официальный матч команда провела с хозяйками чемпионата сборной Югославии (14:69), следующий матч немки проиграли сборной СССР с ещё более разгромной разницей (11:106). В конечном итоге, обыграв сборную Дании со счётом 33:21 (первая официальная победа), Германия заняла 9-е место из 10.
В последующих розыгрышах чемпионата Европы немецкие баскетболистки выше 10-го место не занимали, тем удивительный успех ожидал Германию в 1997 году. На чемпионате Европы в Венгрии команда дошла до полуфинала, где уступила в дополнительной пятиминутке будущим победителям первенства сборной Литве (77:78). В матче за 3-е место немки обыграли хозяек турнира (86:61) и получили бронзовые медали. Марлис Аскамп показала лучший результат по подборам (12 в среднем за матч), среди всех игроков.
В следующем году Германия принимала чемпионат мира, где национальная сборная заняла 11-е место. Первое и пока последнее выступление немецких баскетболисток на «мировых форумах».  

## Результаты

### Чемпионат мира по баскетболу среди женщин
- 1998 : 11°

### Чемпионат Европы по баскетболу среди женщин
- 1954 : 9°
- 1956 : 15°
- 1966 : 12°
- 1968 : 13°
- 1974 : 10°
- 1976 : 13°
- 1978 : 12°
- 1981 : 10°
- 1983 : 12°
- 1997 :
- 1999 : 12
- 2005 : 11°
- 2007 : 11
- 2011 : 13
- 2023 : 6-е место
- 2025 : 5-е место